# Moose Lake, Alberta
Moose Lake är en sjö i Kanada.   Den ligger i provinsen Alberta, i den centrala delen av landet, 2 700 km väster om huvudstaden Ottawa. Moose Lake ligger 529 meter över havet. Arean är 43 kvadratkilometer. Den sträcker sig 9,8 kilometer i nord-sydlig riktning, och 13,5 kilometer i öst-västlig riktning.
Följande samhällen ligger vid Moose Lake:
- Pelican Narrows (162 invånare)

Omgivningarna runt Moose Lake är en mosaik av jordbruksmark och naturlig växtlighet. Runt Moose Lake är det mycket glesbefolkat, med 6 invånare per kvadratkilometer.